# Concinnia tenuis
Espèce
Synonymes
- Tiliqua tenuis Gray, 1831
- Eulamprus tenuis (Gray, 1831)
- Lygosoma erucata Duméril & Bibron, 1839

Concinnia tenuis est une espèce de sauriens de la famille des Scincidae.

## Répartition
Cette espèce est endémique d'Australie. Elle se rencontre en Nouvelle-Galles du Sud et dans le sud du Queensland.

## Publication originale
- Gray, 1831 "1830" : A synopsis of the species of Class Reptilia. The animal kingdom arranged in conformity with its organisation by the Baron Cuvier with additional descriptions of all the species hither named, and of many before noticed, V Whittaker, Treacher and Co., London, vol. 9, Supplement, p. 1-110 (texte intégral).